# Monasterio de Santa Cecilia de Montserrat
El monasterio de Santa Cecilia de Montserrat es una antigua abadía benedictina que se encuentra en la localidad española de Marganell, en la comarca del Bages, provincia de Barcelona. Hasta 1954 residió en él una comunidad de monjas benedictinas. Es el primer monasterio documentado en la montaña de Montserrat.

## Historia
El monasterio fue fundado gracias al empuje del que fue su primer abad, Cesari, quien contó con el patrocinio de Suñer I, conde de Barcelona y de su esposa Riquilda de Tolosa. En 945 el obispo de Vich autorizó la formación del monasterio que sería regido por la regla de San Benito. El cenobio quedó bajo el control del obispado de Vich.
Al morir Cesari, el abad Oliva intentó anexionarse el monasterio de Santa Cecilia. El monasterio de Ripoll tenía ya otras posesiones en la montaña, como el monasterio de Santa María pero se encontró con la oposición de los monjes de la comunidad. En 1108, el conde de Barcelona ligó este monasterio al de Sant Cugat. A pesar de que la comunidad también se opuso a la unión, el cenobio quedó unido al del Vallés durante más de cincuenta años. Más tarde pasó a depender del obispado de Vich. Aunque los monjes intentaron liberarse, en 1220 el obispado de Tarragona confirmó la dependencia diocesana del cenobio.
El monasterio funcionó como lugar de acogida de los peregrinos que viajaban a Montserrat. En el siglo XV entró en decadencia y en 1539 quedó unido de forma definitiva al monasterio de Santa María de Montserrat.
El edificio fue saqueado e incendiado por las tropas francesas en dos ocasiones, en 1811 y 1812. El abad de Montserrat, Miquel Muntadas, ordenó su reconstrucción en 1862. Funcionó como iglesia hasta que en 1940 se instaló en el recinto una comunidad de monjas benedictinas del monasterio de Sant Benet de Mataró, que en 1952 se fusionó con la de Santa Clara de Barcelona, para formar la nueva comunidad de Sant Benet de Montserrat. Las monjas se trasladaron en 1954 hasta su nuevo monasterio, situado en la sierra de Canfranch de Montserrat, cerca de la colonia de veraneo hotel Colonia Puig. A partir de esa fecha el monasterio primitivo se utiliza como refugio de excursionistas y centro de reuniones.
En 2015 se inauguró el nuevo Espai d'Art Sean Scully en la iglesia del monasterio. Se trata de una intervención artística del reconocido pintor y grabador estadounidense de origen irlandés en el espacio eclesiástico en la que "se propuso conservar el ambiente sagrado propicio a la contemplación y la meditación silenciosa de este templo consagrado por los siglos". El proyecto que desembocó en dicha apertura se desarrolló durante una década, desde el primer encuentro entre Sean Scully y Josep de C. Laplana, director del Museo de Montserrat.

## Arquitectura
Destaca la iglesia románica del antiguo cenobio. Se trata de un templo de tres naves encabezadas por tres ábsides con decoración lombarda. Las plantas de cada nave son distintas entre sí, siendo las dos laterales más pequeñas que la nave central y una de ellas menor que la otra. Se comunican mediante dos arcadas de medio punto. La cubierta de las naves es de bóveda de cañón mientras que los ábsides están cubiertos con bóveda de horno.
La iglesia ha sido reformada en diversas ocasiones. La última de las reformas se realizó entre 1928 y 1931 y fue obra del arquitecto Josep Puig i Cadafalch.